# Luol Deng
Luol Ajou Deng OBE (* 16. April 1985 in Wau, Sudan, heute Südsudan) ist ein ehemaliger südsudanesisch-britischer Basketballspieler, der von 2004 bis 2019 in der nordamerikanischen Profiliga NBA aktiv war. Unter anderem spielte er lange für die Chicago Bulls. Deng wurde nach seiner Spielerzeit Präsident des südsudanesischen Basketballverbands.

## Karriere

### Jugend
Deng entstammt den Dinka. Als Kind floh er mit seiner Familie vor dem Bürgerkrieg nach Ägypten. Dort begegnete er erstmals dem ehemaligen NBA-Spieler Manute Bol, der ebenfalls den Dinka angehörte. Dieser brachte Dengs Brüdern das Basketballspielen bei, die dies später an Luol weitergaben.
1993 zog seine Familie nach London, wo er schnell der herausragende Nachwuchs-Basketballspieler des Landes wurde. Er spielte bei den Brixton Topcats. Dort war Trainer Jimmy Rogers sein Förderer, der ihn überzeugt hatte, sich dem leistungsbezogenen Basketballsport und nicht dem Fußball zu widmen. Mit 16 Jahren ging Deng nach New Jersey in die USA. Nach seinem High-School-Abschluss spielte er Basketball für die Duke University.

### NBA
Im NBA-Draftverfahren 2004 wurde Deng von den Phoenix Suns an siebter Stelle ausgewählt, aber sofort nach Chicago zu den Bulls weitertransferiert. Schon in seiner ersten Profisaison überzeugte er mit seinen Leistungen und wurde in der Folge in die Auswahlmannschaft der besten Rookies der Liga gewählt, dem NBA All-Rookie First Team. In der Folgesaison bekam er bereits die meiste Einsatzzeit aller Chicagoer Spieler. Auch in der Saison 2006/07 war Deng maßgeblich am Wiedererstarken der Mannschaft beteiligt. Zudem wurde ihm 2007 der NBA Sportsmanship Award für sein sportlich faires Verhalten verliehen. In der Saison 2010/11 erreichte Deng mit den Bulls die Finalserie der Eastern Conference. 2012 wurde er erstmals als Reservist für das NBA All-Star Game ausgewählt. 2013 wurde er, gemeinsam mit seinem Mannschaftskameraden Joakim Noah, erneut zum All-Star-Game eingeladen.

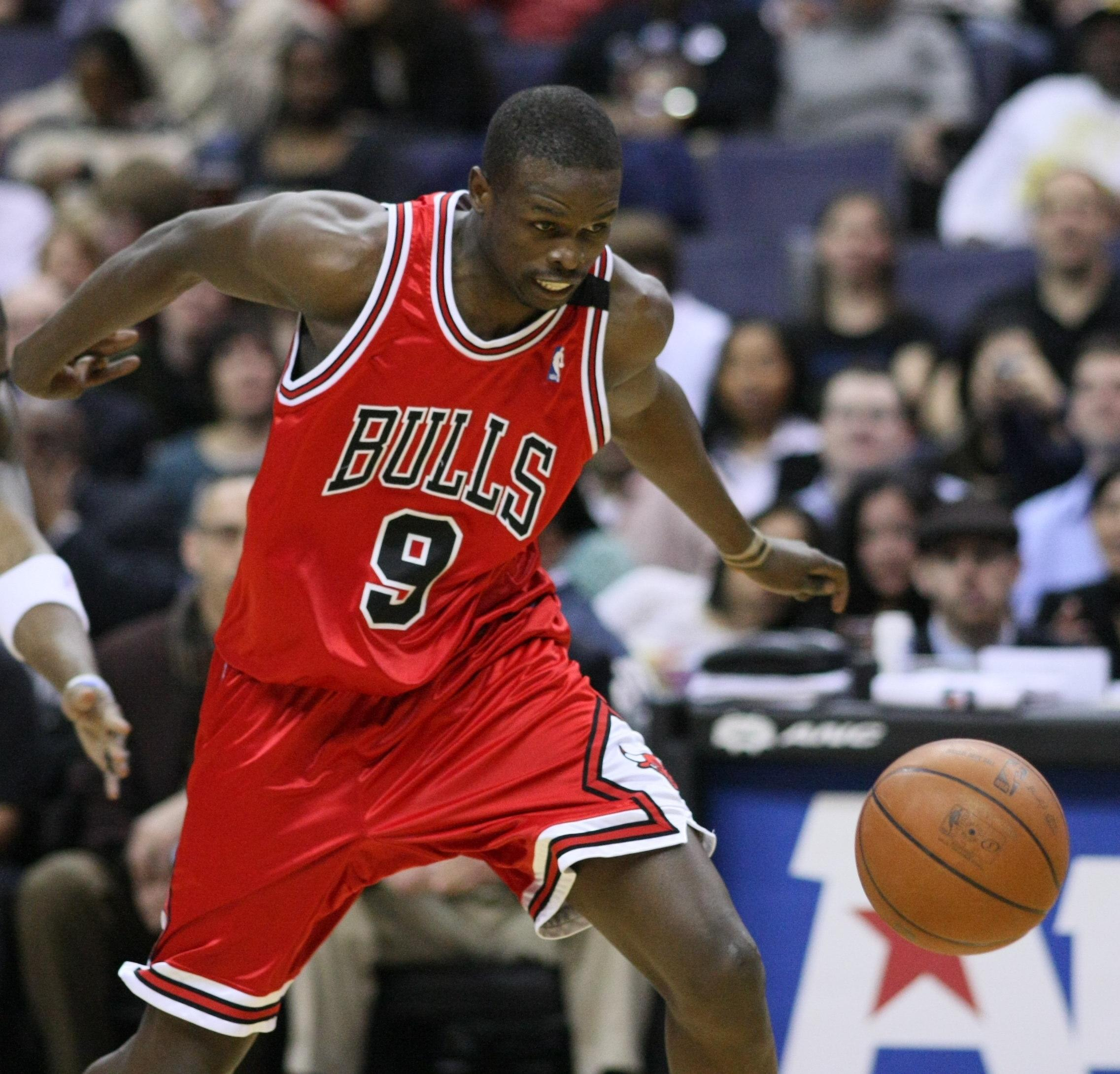
Deng bei den Chicago Bulls (2009)

Nachdem Deng ein Angebot für eine Vertragsverlängerung der Chicago Bulls abgelehnt hatte, wurde er Anfang Januar 2014 zu den Cleveland Cavaliers transferiert. Im Gegenzug erhielt Chicago Andrew Bynum. Neben Bynum, welcher umgehend entlassen wurde, erhielten die Bulls drei Draft-Auswahlrechte. Chicago sparte dadurch rund 15 Millionen US-Dollar an Gehältern und Steuern.
Nach dem Ablauf der Saison endete Dengs Vertrag in Cleveland. Nachdem mehrere Clubs Angebote abgegeben hatten, entschied sich Deng für einen Wechsel zu den Miami Heat. Dort erhielt er einen Vertrag bis Sommer 2016.
Zur Saison 2016/17 wechselte Deng zu den Los Angeles Lakers. Am 1. September 2018 wurde er von den Kaliforniern entlassen. Das Ziel der Entlassung Dengs war, seinen hoch dotierten Vertrag aufzulösen, um einen weiteren Star an die Seite des neu verpflichteten LeBron James zu stellen.
Deng spielte die Saison 2018/19 bei den Minnesota Timberwolves, wo er mit Derrick Rose, Taj Gibson und Trainer Tom Thibodeau wiedervereint war. Er bestritt 22 Saisonspiele. Zum Ende der Spielzeit verließ er die Wolves und unterzeichnete im Oktober 2019 einen 1-Tages-Vertrag bei den Chicago Bulls, um seine Karriere offiziell als Spieler der Bulls beenden zu können.
Während seiner 15-jährigen NBA-Karriere erzielte Deng in 902 NBA-Hauptrundeneinsätzen im Durchschnitt 14,8 Punkte 6,1 Rebounds und 2,3 Assists pro Spiel. Insgesamt brachte er es auf 964 NBA-Spiele.

### Nationalmannschaft
Im Oktober 2006 erhielt Deng die britische Staatsbürgerschaft und durfte daher auch bei den Erwachsenen für die britische Nationalmannschaft auflaufen, nachdem er bereits in Jugend-Auswahlmannschaften für England gespielt hatte. Mit jener qualifizierte er sich für die Europameisterschaft 2009 und die Europameisterschaft 2011. Mit der Nationalmannschaft nahm Luol Deng am olympischen Basketballturnier 2012 in London teil.

### Werdegang nach der Spielerzeit
Bereits während seiner Spielerzeit legte Deng in unterschiedlichen Ländern große Summen in Immobilien an. Er unterstützt den Aufbau des südsudanesischen Basketballsports und setzte dafür Millionen aus seinem Privatvermögen ein. 2019 wurde er Präsident des südsudanesischen Basketballverbands und übernahm zunächst auch das Amt des Nationaltrainers. Im Mai 2021 machte er den US-Amerikaner Royal Ivey, mit dem er als Jugendlicher an der Blair Academy im US-Bundesstaat New Jersey zusammengespielt hatte, zum Nationaltrainer Südsudans. Bei zeitweiliger Abwesenheit des in den USA gleichzeitig als Vereinstrainer tätigen Ivey sprang Deng als Trainer der südsudanesischen Basketballnationalmannschaft ein. Bei der Weltmeisterschaft 2023, bei der der Südsudan den 17. Platz erreichte und damit beste afrikanische Mannschaft des Turniers wurde, war Deng Iveys Assistenztrainer. 2024 nahm Deng als Assistenztrainer an den Olympischen Sommerspielen teil. Im Februar 2025 wurde er wieder Cheftrainer und betreute die Mannschaft ebenfalls bei der Afrikameisterschaft im Sommer 2025.

## Erfolge und Auszeichnungen
- NBA All-Star: 2012, 2013
- NBA All-Rookie First Team: 2004/05
- NBA Sportsmanship Award: 2007
- NBA All-Defensive Second Team: 2012
- J. Walter Kennedy Citizenship Award: 2014[21]